# هادي بركيزر
هادي بركيزر (بالفارسية: هادی برگی‌زر) (مواليد 1970 في قنبد قابوس، إيران ) هو لاعب كرة قدم إيراني متقاعد، تولى إدارة العديد من الأندية، ومنها نادي أبو مسلم خراسان، ونادي بيام وحدت خراسان، ونادي غسترش فولاد.